# Adrian Cernescu
Adrian Cernescu (n.22.11.1922 Iași – d.02.07.1989 București) a fost publicist, nuvelist, romancier, scriitor, membru al Uniunii Scriitorilor din Romania începând cu anul 1972, până la moartea sa, în 1989.

## Biografie
La 22 noiembrie 1922 se naște Adrian Cernescu, în cunoscutul și pitorescul cartier Tatarași din Iasi. Este fiul lui Ștefan Cernescu, al cărui tată, Teodor Cernescu, a fost preot în satul Ștefănești, județul Botoșani și al Elenei Costiniu, fiica preotului Enache de pe moșia lui Iordache Balș. Adrian Cernescu avea să fie al cincilea copil dintr-o familie destul de numeroasă, cu șapte copii (Elena, Ecaterina ,Maria, Ștefan, Adrian, Teodora și Alexandru).
Cu patru surori mai mari, cărora părinții trebuiau să le asigure o educație și o zestre buna pentru măritat, cu un frate mai mare care intrase la Liceul Militar și era mândria familiei, cu doi copii mai mici de hrănit, Adrian Cernescu este curmat din drumul școlii la frageda vârstă de 14 ani și trimis de către tatăl său la Atelierele CFR Nicolina din Iași pentru a învăța o meserie, la secția sculărie. Părăsește Iașul la vârsta de 16 ani, plecând la Brașov (fără știrea familiei), unde se angajează la uzinele IAR Brașov devenită ulterior Sovromtractor și își termină studiile liceale. 
Într-o perioadă istorică tulbure, în care Iașul a fost puternic zdruncinat de cel de-al doilea război mondial, fiind poarta dinspre răsărit a țării, este martor la faptele care s-au petrecut (pogromul din anul 1941, descris în romanul nepublicat “Răsărit însângerat”).
Adrian Cernescu a lăsat în urma sa doua romane care nu au putut fi publicate în perioada comunistă datorită cenzurii, “Răsărit însângerat” (descrie venirea la putere a comunismului și pogromul de la Iași din 1941) și “Flori ucise” (titlu sugestiv în care, venirea la putere a regimului comunist, este făcută cu brutalitate asupra intelectualității acestei țări, roman care a fost trecut spre publicare în anul 1983 la editura Cartea Romanească, dar care din nefericire a fost din nou tăiat din listă). Menționez că este printre puținii scriitori care au lăsat în urma lor literatură de sertar veritabilă, romanele sale fiind o adevărată frescă a unei epoci pe care puțini s-au încumetat, chiar în perioada în care au activat, sa-i descrie adevărata față. Deși a fost absolvent al “Școlii de literatură și critică literară Mihai Eminescu”, considerată o fabrica de pregătire a noului tip de scriitor care sa elogieze regimul comunist, lupta de clasă și realizările sale, scriitorul Adrian Cernescu nu a scris în toată cariera sa nici o lucrare în acest sens.
Scriitorul Adrian Cernescu și-a dedicat întreaga viață și activitate cuvântului scris. S-a stins din viață în anul 1989, la vârsta de 66 ani.

## Activitate literară
La Brasov a făcut parte din brigada de tineret de la secția de sculărie a uzinei unde lucra și publica articole dedicate oamenilor din uzina. Datorită talentului său de publicist, a fost selecționat ca redactor la ziarul “Drum nou” din Brașov.
În anul 1951 a fost selecționat pentru “Școala de literatură și critică literară Mihai Eminescu” din București iar după absolvire, a fost numit redactor la revista “Tânărul scriitor”, condusă de Demostene Botez.
În primii săi ani de afirmare, a fost publicist, jurnalist, a scris schițe și nuvele pe care le-a publicat în diverse reviste și publicații cotidiene.
Prima nuvelă apare într-o ediție trilingvă, în anul 1955 , “NOVELLEN” (nuvele românești în limba germana, franceza, engleza) alături de Geo Bogza, Petru Dumitriu, Camil Petrescu, Andras Sütö, Al.D. Zamfirescu. 
Primul său roman apare în anul 1971 la editura Mihai Eminescu, intitulat "Anacron". Acest roman l-a consacrat ca romancier, acesta bucurându-se de un real succes în rândul cititorilor.
În anul 1975 apare romanul polițist „Abis” la editura Junimea iar în anul 1981, volumul de schițe umoristice „Nostalgice” sau Popas în purgatoriu, la editura Junimea.

## Operă
Nuvele:
- NOVELLEN - 1955 ("Das Buch", "Le Livre", "The Book" - nuvele românești în limba germană, franceză, engleză) Geo Bogza, Adrian Cernescu, Petru Dumitriu, Camil Petrescu, András Sütő, Al.D. Zamfirescu

Romane:
- ABIS – Ed. Junimea – Iași – 1972

- ANACRON – Ed. Eminescu – 1970

Volum de schite satirice:
- NOSTALGICE - Ed. Junimea – Iași - 1981

Nepublicate:
- FLORI UCISE - roman

- RĂSĂRIT ÎNSÂNGERAT - roman
- NELINIȘTI - roman

- ROCHIA DE MIREASĂ - piesă de teatru în două acte

De asemenea, o colecție impresionantă de nuvele, piese de teatru și schițe satirice nu au mai apucat sa vadă lumina tiparului.